# Павленко, Артём Евгеньевич
Артём Евге́ньевич Павле́нко (род. 12 февраля 1992 года, Таганрог, СССР)  — российский пловец-паралимпиец, призёр летних Паралимпийских игр 2012, заслуженный мастер спорта России по плаванию среди спортсменов с нарушением интеллекта.

## Награды
- Медаль ордена «За заслуги перед Отечеством» II степени (10 сентября 2012 года) — за большой вклад в развитие физической культуры и спорта, высокие спортивные достижения на XIV Паралимпийских летних играх 2012 года в городе Лондоне (Великобритания)[1].
- Заслуженный мастер спорта России (2012).